# 高尾弘明
高尾 弘明（たかお ひろあき、1945年2月9日 - 2015年7月21日）は、日本の政治家。元北海道赤平市長（3期）。

## 来歴
北海道赤平市出身。北海道赤平高等学校卒。赤平市役所に入り、財政課長、市民部長、収入役を務める。

### 2003年赤平市長選挙
2003年2月14日までに市民部長を辞任し、2月17日に正式に立候補を表明した。4月27日、初当選を果たした。
※当日有権者数：13,176人 最終投票率：83.14%（前回比：-pts）
| 候補者名 | 年齢 | 所属党派 | 新旧別 | 得票数  | 得票率 | 推薦・支持 |
| -------- | ---- | -------- | ------ | ------- | ------ | ---------- |
| 高尾弘明 | 58   | 無所属   | 新     | 5,825票 | 54.3%  | -          |
| 菅原健治 | 62   | 無所属   | 新     | 2,605票 | 24.3%  | -          |
| 渡部芳己 | 54   | 無所属   | 新     | 2,307票 | 21.5%  | -          |

5月1日、正式に就任した。2007年4月15日、無投票で再選を果たした。2011年4月17日、無投票で3選を果たした。2014年12月18日、定例市議会で健康上の問題を理由に、2015年の市長選に立候補しない意向を表明した。2015年に市長を退任した。退任直後の7月21日に膵臓癌で死去した。70歳。

## 栄典
- 没後 - 従五位[10]
- 没後 - 旭日小綬章[10]